# Carlos Minc

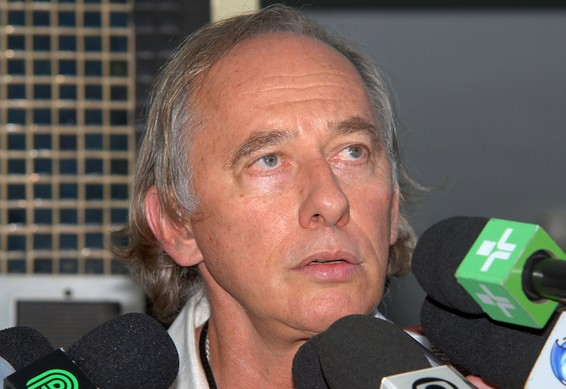
Carlos Minc

Carlos Minc Baumfeld (Río de Janeiro, 1951) es un político, geógrafo, ambientalista y economista brasileño. Fue Ministro del Medio Ambiente del Gobierno de Luiz Inácio Lula da Silva.

## Biografía
Carlos Minc es descendiente de una familia judía. Estudió en el Colegio de Aplicación de la Universidad Federal de Río de Janeiro (UFRJ), y fue vicepresidente da Asociación Metropolitana de Estudiantes Secundarios (AMES) durante la Ditadura Militar Brasileña.

## Obras
- Como Fazer Movimento Ecológico (Vozes, 1985)
- A Reconquista da Terra (Zahar, 1986)
- Ecologia e Política no Brasil (Espaço e Tempo/Iuperj, 1987), co-authored with Fernando Gabeira and others
- Despoluindo a Política (Relume Dumará, 1994)